# Schwarza
El río Schwarza es un afluente del río Schlücht en el sur de Baden-Wurtemberg, Alemania.

## Recorrido
El curso superior natural del Schwarza es el arroyo Ahabach que desemboca en el lago Schluch, un embalse en la Selva Negra Meridional. El nombre Schwarza se usa específicamente cuando sale de este embalse. En Ühlingen-Birkendorf desemboca en el río Schlücht.